# Quaquaraquà
Quaquaraquà o quacquaraquà è un termine fonosimbolico della lingua siciliana che richiama il verso dell'anatra (o della quaglia), ormai d'uso comune in quella italiana, in entrambe con il significato di persona particolarmente loquace, ma priva di capacità effettive, per questo ritenuta scarsamente affidabile. Nel gergo mafioso il termine "quaquaraquà" è anche usato come sinonimo di "delatore".
La diffusione del termine avvenne negli anni successivi all'uscita del romanzo Il giorno della civetta di Leonardo Sciascia, anche per effetto dell'omonimo film:
(don Mariano Arena al capitano Bellodi)
La parola si è largamente diffusa in ambito giornalistico e letterario, fino a divenire d'uso popolare.
Curiosamente, il termine, durante l'accesa polemica sui "professionisti dell'antimafia", fu usato in un comunicato dall'associazione Coordinamento Antimafia per apostrofare proprio lo scrittore siciliano grazie al quale si diffuse.